# A Key Into the Language of America

A Key Into the Language of America (Une clé pour la langue de l'Amérique) est un livre écrit par Roger Williams en 1643 décrivant les langues des Amérindiens, pour l'essentiel le narragansett, une langue algonquienne de Nouvelle-Angleterre au XVIIe siècle. Il s'agit de la première étude en anglais d'une langue amérindienne.

## Histoire
L'auteur, Roger Williams, est un puritain qui a quitté le Massachusetts pour fonder Rhode Island. En tant que missionnaire et commerçant, il a de nombreux rapports avec les tribus Narragansetts et Wampanoags. Il considère la culture indienne comme supérieure sur de nombreux points à la culture européenne, et l'ouvrage comporte plusieurs poèmes élogieux. Il ne reconnait pas au Roi le droit d'accorder des titres de propriété sur des terres occupées par les Indiens sans leur permission.
L'ouvrage a été la première étude majeure d'une langue amérindienne. Son but était de permettre aux Anglais de communiquer plus facilement avec les Indiens. Il se pourrait aussi que cet ouvrage ait été publié pour réfuter les affirmations erronées du Massachusetts concernant les premières conversions des indigènes au christianisme, et en particulier celle de Wequash Cooke (en), un Pequot du Connecticut, afin de contrer les justifications morales des revendications sur le territoire du Rhode Island par le Massachusetts.
L'ami de George Williams, Gregory Dexter (en) a imprimé le livre à Londres en Angleterre, ce qui fit connaitre Roger Williams du public.

## Mots remarquables
A Key Into the Language of America a contribué à populariser de nombreux mots amérindiens empruntés en anglais, parmi lesquels :
- quahog (Mercenaria mercenaria, un mollusque)[4] ;
- papoose (enfant)[5] ;
- pow-wow (rassemblement) ;
- squash, à partir du mot askutasquash (une sorte de gourde, le fruit)[4] ;
- squaw (femme)[6] ;
- succotash, à partir du mot msikwatash (un plat cuisiné)[7].

### Crédits de traduction
- (en) Cet article est partiellement ou en totalité issu de l’article de Wikipédia en anglais intitulé « A Key Into the Language of America » (voir la liste des auteurs).